# العلاقات الأمريكية الهايتية
العلاقات الأمريكية الهايتية هي العلاقات الثنائية التي تجمع بين الولايات المتحدة وهايتي.

## مقارنة بين البلدين
هذه مقارنة عامة ومرجعية للدولتين:
| وجه المقارنة                                              | الولايات المتحدة                                                                                                  | هايتي                                |
| --------------------------------------------------------- | --- | ------------------------------------ |
| المساحة (كم2)                                             | 9.83 مليون | 27.75 ألف                            |
| عدد السكان (نسمة)                                         | 311.58 مليون | 10.98 مليون                          |
| الكثافة السكانية (ن./كم²)                                 | 31.7 | 395.68                               |
| العاصمة                                                   | واشنطن العاصمة | بورت أو برانس                        |
| اللغة الرسمية                                             | لغة إنجليزية | لغة فرنسية، اللغة الكريولية الهايتية |
| العملة                                                    | دولار أمريكي | جوردة هايتية                         |
| الناتج المحلي الإجمالي (بليون دولار)                      | 19.39 تريليون | 8.41 مليار                           |
| الناتج المحلي الإجمالي (تعادل القوة الشرائية) بليون دولار | 18.04 تريليون | 18.82 مليار                          |
| الناتج المحلي الإجمالي الاسمي للفرد دولار أمريكي          | 56.12 ألف | 818                                  |
| الناتج المحلي الإجمالي للفرد دولار أمريكي                 | 54.63 ألف | 1.73 ألف                             |
| مؤشر التنمية البشرية                                      | 0.920 | 0.483                                |
| رمز المكالمات الدولي                                      | +1 | +509                                 |
| رمز الإنترنت                                              | .us، حكومة، .mil، Edu.                                                                                            | .ht                                  |
| المنطقة الزمنية                                           | توقيت ساموا الأمريكية، توقيت أطلنطي موحد، منطقة زمنية وسطى، توقيت ألاسكا ‏، المنطقة الزمنية الجبلية، توقيت تشامرو ‏ | 00                                   |

## مدن متوأمة
في ما يلي قائمة باتفاقيات التوأمة بين مدن أمريكية وهايتية:
- ترتبط مقاطعة ميامي داد مع بيتيت غواف باتفاقية توأمة.
- ترتبط نيو أورلينز مع كاب هايتيان باتفاقية توأمة منذ 14 يوليو 1995.
- ترتبط باتون روج مع بورت أو برانس باتفاقية توأمة.
- ترتبط ميامي مع بورت أو برانس باتفاقية توأمة منذ 1 نوفمبر 1990.

## منظمات دولية مشتركة
يشترك البلدان في عضوية مجموعة من المنظمات الدولية، منها:
| علم المنظمة | اسم المنظمة                               | تاريخ انضمام الولايات المتحدة | تاريخ انضمام هايتي |
| ----------- | ----------------------------------------- | ----------------------------- | ------------------ |
|             | وكالة ضمان الاستثمار متعدد الأطراف        | 12 أبريل 1988                 | 11 ديسمبر 1996     |
|             | الاتحاد الدولي للاتصالات                  | 1 يوليو 1908                  | 10 أكتوبر 1927     |
|             | يونسكو                                    | 4 نوفمبر 1946                 | 18 نوفمبر 1946     |
|             | الأمم المتحدة                             | 24 أكتوبر 1945                | 24 أكتوبر 1945     |
|             | المركز الدولي لتسوية المنازعات الاستشارية | 14 أكتوبر 1966                | 26 نوفمبر 2009     |
|             | البنك الدولي للإنشاء والتعمير             | 27 ديسمبر 1945                | 8 سبتمبر 1953      |
|             | مؤسسة التمويل الدولية                     | 20 يوليو 1956                 | 20 يوليو 1956      |
|             | منظمة الشرطة الجنائية الدولية             | ?                             | ?                  |
|             | مؤسسة التنمية الدولية                     | 24 سبتمبر 1960                | 13 يونيو 1961      |
|             | الاتحاد البريدي العالمي                   | ?                             | ?                  |
|             | منظمة حظر الأسلحة الكيميائية              | ?                             | ?                  |
|             | منظمة التجارة العالمية                    | ?                             | ?                  |

## أعلام
هذه قائمة لبعض الشخصيات التي تربطها علاقات بالبلدين:
- بيل كلينتون (رئيس الولايات المتحدة الأمريكية الثاني والأربعون، 19 أغسطس 1946[25][26][27] – )
- دو بويز (23 فبراير 1868[28][29][30] – 27 أغسطس 1963[28][30][31])
- زوي سالدانا (ممثلة أمريكية، 19 يونيو 1978[32] – )
- سيدني بواتييه (ممثل أمريكي، 20 فبراير 1927[33][34][35] – )
- فريدريك دوغلاس (14 فبراير 1818[36] – 20 فبراير 1895[36][37][38])

## وصلات خارجية
- موقع وزارة الخارجية الأمريكية
- موقع وزارة الخارجية الهايتية